# 188. gorska divizija (Wehrmacht)
Za druge 188. divizije glej 188. divizija.
188. gorska divizija (izvirno nemško 188. Gebirgsjäger-Division; dobesedno 188. gorskolovska divizija) je bila gorska lahka divizija v sestavi redne nemške kopenske vojske med drugo svetovno vojno.

## Zgodovina
Divizija je bila ustanovljena 1. marca 1944 z reorganizacijo 188. rezervne gorske divizije.

## Vojna služba
| Datum          | Delovanje | Korpus           | Armada                 | Armadna skupina   | Področje        |
| Marec 1944     | rezerva   | /                | Armadni oddelek Zangen | Armadna skupina C | Severna Italija |
| Avgust 1944    |           | OZAK             | 14. armada             | Armadna skupina C | Adrija          |
| September 1944 |           | OZAK             | /                      | Armadna skupina C | Adrija          |
| Oktober 1944   |           | LXXXXVII. korpus | /                      | Armadna skupina C | Adrija          |
| Januar 1945    |           | LXXXXVII. korpus | 10. armada             | Armadna skupina C | Adrija          |
| Marec 1945     |           | LXXXXVII. korpus | 10. armada             | Armadna skupina C | Istra           |
| April 1945     |           | LXXXXVII. korpus | /                      | Armadna skupina W | Istra           |
| Maj 1945       |           | LXXXXVII. korpus | /                      | OB Südost         | Istra           |

## Sestava
- 901. gorski polk
- 902. gorski polk
- 903. gorski polk
- 904. gorski polk
- 1088. gorski artilerijski polk
- 1088. pionirski bataljon
- 1088. komunikacijski bataljon
- 1088. divizijske podporne enote

## Pripadniki
Divizijski poveljniki
| 1. | Generalporočnik | Hans von Hößlin | (1. marec 1944 - 8. maj 1945) |

Nosilci viteškega križca
Divizijski pripadniki niso prejeli nobenega viteškega križca.